# Societat Lingüística d'Amèrica
La Societat Lingüística d'Amèrica (en anglès Linguistic Society of America, LSA) és una societat científica de lingüistes. Fou fundada en 1924 per tal d'avançar en l'estudi científic del llenguatge humà, així com divulgar la investigació lingüística a un públic més ampli a través de la seva pàgina web, reunions anuals, instituts d'estiu biennals i la seva revista acadèmica Language. La LSA té uns 5.000 membres individuals i dona la benvinguda als lingüistes de totes les subdisciplines. A més de la investigació, la Societat també contribueix als debats sobre polítiques en temes com l'educació bilingüe, "ebonics," i el moviment English-only.
Hermann Collitz, el primer president de la LSA, fou elegit en 1925. Des del final del seu mandat molts lingüistes destacats han servit en aquesta posició; entre ells es troben Franz Boas (1928), Edward Sapir (1933), Zellig Harris (1955), Leonard Bloomfield (1935), Roman Jakobson (1956), Mary Rosamund Haas (1963), Morris Halle (1974), Peter Ladefoged (1978), William Labov (1979), Walt Wolfram (2001), i Joan Bybee (2004). L'actual president de la LSA (2014) és Joan Maling.

## Missió
La missió principal de la LSA és avançar en l'estudi científic del llenguatge. La LSA aspira a un món en què la naturalesa essencial de la llengua i el seu paper central en la vida humana sigui ben entès.
Per complir la seva missió, la LSA ha establert els següents objectius:
1. Promoure l'estudi científic del llenguatge a través de la publicació, la presentació i discussió de l'erudició lingüística.
2. Fomentar la interacció i la comunicació entre els investigadors interessats en l'estudi científic del llenguatge.
3. Donar suport als acadèmics interessats en l'estudi científic del llenguatge en la recerca de les seves metes professionals.
4. Educar i informar el públic i a la comunitat científica en general sobre l'estudi científic del llenguatge.

Per tal d'assolir aquests objectius, la LSA ha adoptat i continua seguint el seu Pla Estratègic a llarg termini.

## Publicacions
La LSA publica una sèrie de revistes inclosa Language i Semantics and Pragmatics. Language compta amb importants articles i breus informes d'investigacions originals que cobreixen totes les àrees del camp de tots els marcs teòrics. També conté ressenyes d'articles publicats recentment i llibres d'especial interès per a la comunitat lingüística, alguns dels quals són premis Leonard Bloomfield Book Award de la LSA. Entre 2007 i 2013 la LSA també ha patrocinat eLanguage, una plataforma online de publicacións d'accés obert.

## Trobades
La Trobada Anual de la LSA se celebra cada mes de gener. Es tracta d'una conferència de quatre dies el programa de la qual consta de conferenciants plenaris, simposis i sessions de cartell per als investigadors que comparteixen el seu treball amb ajuda visual. La Societat Americana del Dialecte, la Societat Americana del Nom, l'Associació per a la Història de les Ciències del Llenguatge, la Societat pel Pidgin i Llengües Criolles d'Amèrica del Nord i la Societat per a l'Estudi de les Llengües Indígenes de les Amèriques fan trobades conjuntes amb la LSA.
La Trobada Anual de 2014 va incloure una sessió de celebració que commemora el 90è aniversari de la fundació de la LSA.
El lloc de la reunió és cíclic, alternant entre les ciutats de la costa est, costa oest i en el Mig Oest. La següent és una llista de les reunions passades i futures i la seva ubicació:
- Albuquerque, NM 2006
- Anaheim, CA 2007
- Chicago, IL 2008
- San Francisco, CA 2009
- Baltimore, MD 2010
- Pittsburgh, PA 2011
- Portland, OR 2012
- Boston, MA.[7][8] 2013
- Minneapolis, MN[9] 2014
- Portland, OR[10] 2015
- Washington, DC 2016
- Austin, TX 2017
- Salt Lake City, UT 2018

## Instituts lingüístics
La LSA acull un Institut d'Estiu biennal; una escola d'estiu de quatre a sis setmanes en què experts en la matèria porten a terme cursos lingüístics, xerrades i tallers per a uns 400 estudiants, professors i altres interessats en la lingüística. Cada Institut ret homenatge a les contribucions dels lingüistes particulars amb el nomenament dels presidents titulats: la càtedra Sapir en lingüística general, la càtedra Collitz en lingüística històrica, i des de 2005 la càtedra Ken Hale en treball de camp lingüístic i preservació de llengües amenaçades.
Els llocs i dates dels instituts del passat i futur són els següents:
- Universitat Stanford 2007
- Universitat de Califòrnia a Berkeley 2009
- Universitat de Colorado a Boulder 2011
- Universitat de Michigan a Ann Arbor 2013
- Universitat de Chicago 2015

## Resolucions i declaracions
La LSA es pronuncia sobre molts temes relacionats amb el llenguatge, especialment les relatives a les polítiques públiques. Per exemple, el 1987 la LSA va prendre oficialment una postura en contra del moviment English-only als Estats Units. La declaració de la LSA va argumentar que "les mesures English-only ... es basen en idees errònies sobre el paper d'una llengua comuna en l'establiment de la unitat política, i ... són incompatibles amb les tradicions nord-americanes bàsiques de la tolerància lingüística." El 1997 una resolució de LSA va donar suport a la junta escolar d'Oakland en el seu intent d'afavorir l'ensenyament que fos sensible a les característiques distintives de l'anglès vernacle afroamericà (l'anomenat debat ebonics).

## Presidents
Han estat presidents de la Societat Lingüística d'Amèrica els següents:
- Hermann Collitz 1925
- Maurice Bloomfield 1926
- Carl Darling Buck 1927
- Franz Boas 1928
- Charles H. Grandgent 1929
- Eduard Prokosch 1930
- Edgar H. Sturtevant 1931
- George Melville Bolling 1932
- Edward Sapir 1933
- Franklin Edgerton 1934
- Leonard Bloomfield 1935
- George T. Flom 1936
- Carl Darling Buck 1937
- Louis Herbert Gray 1938
- Charles C. Fries 1939
- Alfred L. Kroeber 1940
- Roland Grubb Kent 1941
- Hans Kurath 1942
- Fred N. Robinson 1943
- Kemp Malone 1944
- Y. R. Chao 1945
- E. Adelaide Hahn 1946
- Albrecht Goetze 1947
- Hayward Keniston 1948
- Murray B. Emeneau 1949
- Einar Haugen 1950
- Joshua Whatmough 1951
- George S. Lane 1952
- Bernard Bloch 1953
- Charles F. Voegelin 1954
- Zellig Harris 1955
- Roman Jakobson 1956
- W. Freeman Twaddell 1957
- Henry M. Hoenigswald 1958
- Harry Hoijer 1959
- George L. Trager 1960
- Kenneth L. Pike 1961
- Albert H. Marckwardt 1962
- Mary R. Haas 1963
- Charles Hockett 1964
- Yakov Malkiel 1965
- J. Milton Cowan 1966
- William G. Moulton 1967
- Eugene Nida 1968
- Archibald A. Hill 1969
- Charles A. Ferguson 1970
- Eric P. Hamp 1971
- Dwight L. Bolinger 1972
- Winfred P. Lehmann 1973
- Morris Halle 1974
- Thomas A. Sebeok 1975
- Rulon S. Wells 1976
- Joseph H. Greenberg 1977
- Peter Ladefoged 1978
- William Labov 1979
- Ilse Lehiste 1980
- Fred W. Householder 1981
- Dell H. Hymes 1982
- Arthur S. Abramson 1983
- Henry R. Kahane 1984
- Victoria A. Fromkin 1985
- Barbara H. Partee 1986
- Elizabeth C. Traugott 1987
- Calvert Watkins 1988
- William Bright 1989
- Robert Austerlitz 1990
- Charles J. Fillmore 1991
- Arnold M. Zwicky 1992
- Lila R. Gleitman 1993
- Kenneth L. Hale 1994
- Emmon Bach 1995
- James D. McCawley 1996
- Janet Dean Fodor 1997
- D. Terence Langendoen 1998
- Joan Bresnan 1999
- David Perlmutter 2000
- Walt Wolfram 2001
- Frederick J. Newmeyer 2002
- Ray Jackendoff 2003
- Joan Bybee 2004
- Mark Aronoff 2005
- Sally McConnell-Ginet 2006
- Stephen R. Anderson 2007
- Ellen Prince 2008
- Sarah Thomason 2009
- David Lightfoot 2010
- Sandra Chung 2011
- Keren Rice 2012
- Ellen Kaisse 2013

## Premis
La LSA presenta una sèrie de premis durant la seva reunió anual. La llista de premis, les seves descripcions i els seus actuals titulars s'enumeren a continuació:
- Millor article a Language' : el millor article publicat a la revista en un any determinat; tots els articles publicats escrits per almenys un autor de la LSA són objecte de revisió. Actualment (2014) el tenen: Judith Tonhauser, David Beaver, Craige Roberts i Mandy Simons Toward a taxonomy of projective content, aparegut a Language Volum 89, N. 1 (2013).
- Premi Carrera Inicial: a un dels membres actuals de LSA que ha fet "contribucions excel·lents en el camp de la lingüística" al principi de la seva carrera; també ofereix reemborsament de viatge (fins a 500 $) i el registre gratuït per a la pròxima reunió anual. Actualment (2014) el tenen: Adrian Brasoveanu (Universitat de Califòrnia, Santa Cruz)
- Premi d'Excel·lència a la Comunitat Lingüística: els membres de les comunitats lingüístiques (en general fora de l'àmbit acadèmic dels lingüistes professionals) que fan "contribucions excel·lents" en benefici de la llengua de la seva comunitat. Actualment (2014) el tenen: Mary Ann Metallic (Directori d'Educació Listuguj – Govern Listuguj Mi'gmaq)
- Premi Kenneth L. Hale: a un dels membres actuals de LSA que ha fet "treball excepcional" en la documentació d'una llengua o família de llengües que està en perill d'extinció o ja no es parlen. Actualment (2014) el té: Claire Bowern (Universitat Yale)
- Premi Llibre Leonard Bloomfield: a un volum que ha fet una "contribució excepcional de valor durador" a la nostra comprensió de la llengua i la lingüística; les candidatures han d'anar acompanyades d'una carta de suport substantiu que s'ocupa del valor acadèmic del volum, valor durador, novetat, importació empírica, significació conceptual i claredat; és elegit pel Comitè del Premi Llibre Bloomfield de la LSA i és aprovat pel Comitè Executiu de la LSA. Actualment (2014) el té: Johnathan Bobaljik per Universals in Comparative Morphology: Suppletion, Superlatives and the Structure of Words, (MIT Press)
- Premi al Servei Lingüístic: a un dels membres de LSA que ha realitzat "serveis distingits" a la Societat; les candidatures han d'anar acompanyades d'una carta d'aval on esbossi per què l'individu ha de ser reconegut i una breu cita que es pot llegir en la presentació de l'adjudicació. Actualment (2014) el titular és David Lightfoot (Universitat de Georgetown), per la seva inestimable ajuda a traçar un curs per al programa de publicacions de la LSA.
- Premi Lingüística, Llengua i el Públic: a un individu o grup de qualsevol membre de la LSA pel treball que "efectivament augmenta la consciència pública i la comprensió de la lingüística i la llengua" en els quatre anys immediatament anteriors a la data límit de candidatures; són elegibles treballs en qualsevol mitjà i poden ser considerats per a múltiples cicles. Actualment (2014) el té: Donna Jo Napoli (Swarthmore College).
- Premi Estudiant Abstracte[Cal aclariment]
: a un estudiant qualsevol que hagi presentat un resum de la Reunió Anual; ofereix 500 $ al millor resum i 300 $ als autors dels resums valorats segon i tercer; nomenat automàticament després de la presentació dels resums; elegit pel Comitè de Premis. Actualment (2014) el tenen: John Sylak (Universitat de Califòrnia, Berkeley) per The Phonetic Properties of Voiced Stops Descended from Nasals in Ditidaht; Marc Garellek (Universitat de Califòrnia, Los Angeles) per Prominence vs. phrase-initial strengthening of voice quality; Josef Fruehwald (Universitat de Pennsilvània) per Differentiating Phonetically and Phonologically Conditioned Sound Change.
- Premi Servei en Vida Victoria A. Fromkin : a un dels membres de LSA que hagi realitzat "un extraordinari servei a la disciplina i a la Societat" al llarg de la seva carrera; les candidatures han d'anar acompanyades d'una carta d'aval que esbossi per què l'individu ha de ser reconegut i una breu cita que es pot llegir en la presentació de l'adjudicació. Actualment (2014) el té: Stephen R. Anderson (Universitat Yale).